# Mario Alberizzi

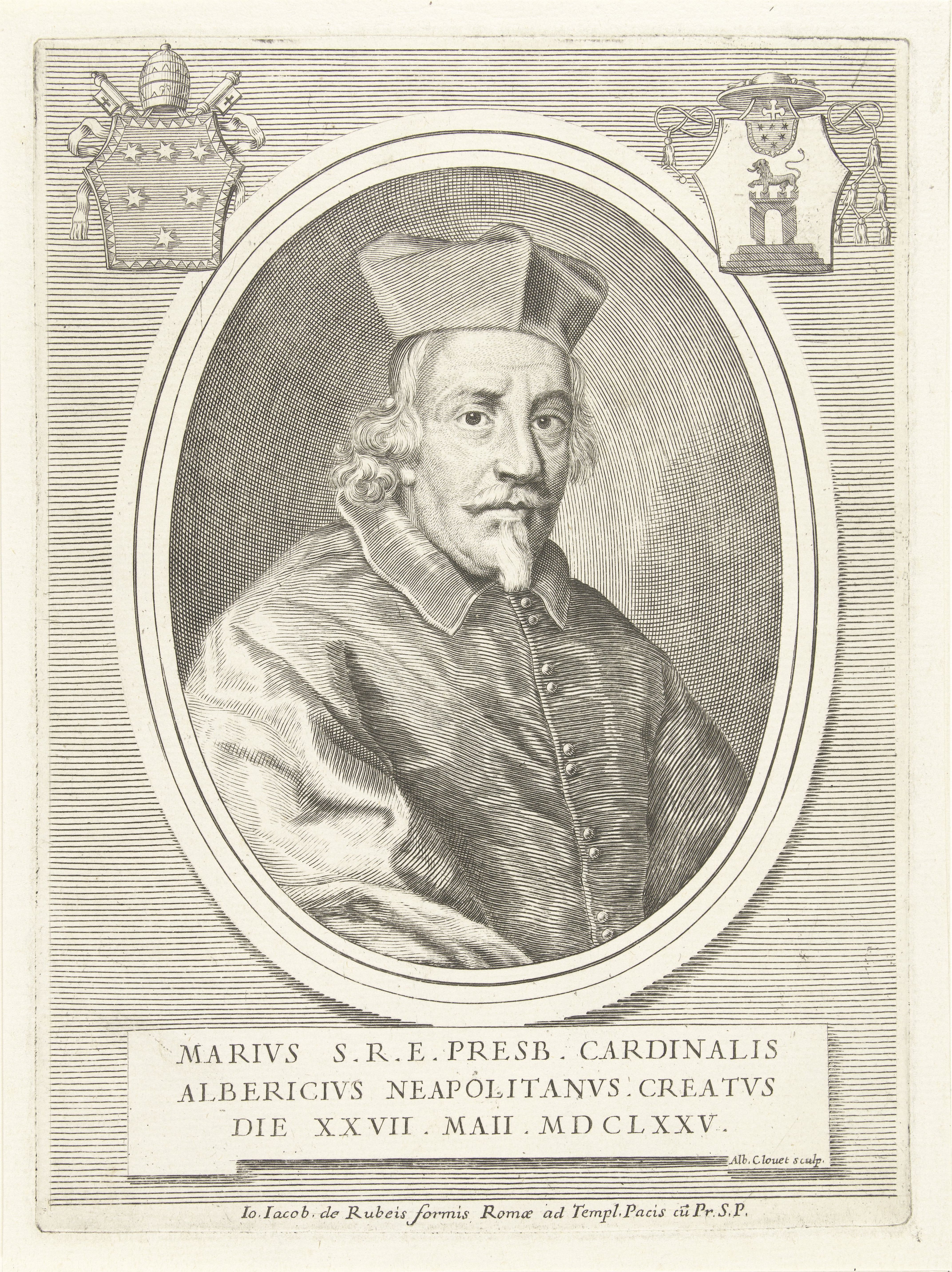
Mario Kardinal Alberizzi (Gravurdruck von Albertus Clouwet, 1675–1679)

Mario Alberizzi (auch Alberici oder Albrizzi; * 29. Dezember 1609 in Salice Salentino; † 29. September 1680 in Rom) war ein italienischer Kardinal.

## Biografie
Alberizzi wurde am 29. Dezember 1609 in Salice Salentino als Sohn von Giovanni Alberizzi, Prinz von Vetrana und Marchese von Salice und Giulia Farnese, geboren. Er begann seine kirchliche Laufbahn sehr jung, absolvierte ein Theologiestudium und zog dann nach Rom, wo er einer der Mitarbeiter von Papst Alexander VII. wurde. Dieser ernannte ihn zum Referenten der Apostolischen Signatur und 1657 wurde er Kanoniker des Kapitels der Vatikanbasilika St. Peter. Gleichzeitig wurde er zum Sekretär der Propaganda fide ernannt. In dieser Position verfolgte er die Strategie, durch eine Reihe von Apostolischen Vikaren in den Missionen eine missionarische Hierarchie im Osten zu schaffen, um die Übermacht der Portugiesen zu brechen und die französische Expansion in Asien zu fördern. Diese Politik konnte sich nach zahlreichen Konflikten durchsetzen. Ebenfalls ab 1657 war er Gouverneur von Ancona und erhielt in dieser Funktion die Zuneigung und Dankbarkeit der Bevölkerung für seine Interventionen während einer schrecklichen Hungersnot. Nach seiner Rückkehr nach Rom wurde er 1664 zum Sekretär der Kongregation für die Bischöfe und Ordensleute ernannt.
Am 19. Januar 1671 ernannte ihn Papst Clemens X. zum Titularerzbischof von Neocesarea del Ponto und entsandte ihn am 17. Februar desselben Jahres als Nuntius nach Wien. Als er im Mai in der österreichischen Hauptstadt eintraf, schloss er sich für eine gewisse Zeit dem Bischof Francesco Nerli an, der ihm im März vorausgereist war, um eine antitürkische Allianz zwischen dem Habsburgerreich und Polen zu begründen. Die Liga war eines der Hauptziele der diplomatischen Tätigkeit der Nuntiatur. Auf jeden Fall hatte Alberizzi in dieser Rolle mit vielen Problemen zu kämpfen, die ihm seine Aufgabe nicht leicht machten. Seine Position wurde nicht nur durch die Minister, sondern auch durch den unsicheren und übermäßig vorsichtigen Charakter des Kaisers behindert. Zu diesen kirchlichen Schwierigkeiten zählten die Gegensätze zwischen dem Bischof von Brixen und dem dortigen Domkapitel sowie die Heiratspolitik der Habsburger. Die geplante Hochzeit von Claudia Felizitas von Tirol, die später die Braut von Kaiser Leopold I. von Habsburg wurde, mit dem damaligen Herzog von York wurde von der Kurie positiv gesehen, um die europäische Politik gegen die französische Übermacht wieder ins Gleichgewicht zu bringen.
Als im Jahr 1672 die französischen Truppen Ludwigs XIV. in die Niederlande einmarschierten und den Krieg begannen, versuchte Alberizzi, wie von Papst Clemens XI. gewünscht, zwischen den Kontrahenten zu vermitteln. Der Papst und die Kurie hofften, die imperialen Streitkräfte nach Osteuropa umzulenken, wo der türkische Druck am größten war und wo es Probleme im Zusammenhang mit der Nachfolge in Polen gab. Alberizzis Vermittlungsversuche wurden vom habsburgischen Hof nicht gewürdigt, im Gegenteil, er wurde beschuldigt auf der Seite der Franzosen zu stehen und konnte den Krieg zwischen dem Alten Reich und Ludwig XIV. nicht verhindern.
In Anerkennung seiner zahlreichen Aktivitäten erhob ihn Papst Clemens X. am 27. Mai 1675 im Konsistorium in den Rang eines Kardinals. Am 23. März des folgenden Jahres erhielt er den Kardinalshut und die Titelkirche San Giovanni a Porta Latina. Als Mitglied verschiedener Kongregationen war er ab 22. Juni 1676 Bischof von Tivoli, verzichtete aber am 4. September 1679 auf das Bistum. Er nahm am Konklave von 1676 teil, in dem Papst Innozenz XI. gewählt wurde.
Kardinal Mario Alberizzi starb am 29. September 1680 im Alter von 70 Jahren.